# Miyazaki Yuka
Miyazaki Yuka (宮﨑 有香, sinh ngày 13 tháng 10 năm 1983) là một cựu cầu thủ bóng đá nữ người Nhật Bản.

## Đội tuyển bóng đá nữ quốc gia Nhật Bản
Miyazaki Yuka thi đấu cho đội tuyển bóng đá nữ quốc gia Nhật Bản từ năm 2001 đến 2009.

## Thống kê sự nghiệp
| Nhật Bản  | Nhật Bản | Nhật Bản |
| Năm       | Trận     | Bàn      |
| --------- | -------- | -------- |
| 2001      | 5        | 0        |
| 2002      | 5        | 1        |
| 2003      | 6        | 1        |
| 2004      | 1        | 0        |
| 2005      | 0        | 0        |
| 2006      | 0        | 0        |
| 2007      | 0        | 0        |
| 2008      | 0        | 0        |
| 2009      | 1        | 0        |
| Tổng cộng | 18       | 2        |

## Bàn thắng quốc tế
| #  | Ngày                 | Địa điểm                                     | Đối thủ           | Bàn thắng | Kết quả | Giải đấu                            |
| -- | -------------------- | -------------------------------------------- | ----------------- | --------- | ------- | ----------------------------------- |
| 1. | 11 tháng 10 năm 2002 | Sân vận động Masan, Changwon, Hàn Quốc       | Đài Bắc Trung Hoa | 1–0       | 2–0     | Đại hội Thể thao châu Á 2002        |
| 2. | 9 tháng 6 năm 2003   | Sân vận động Rajamangala, Băng Cốc, Thái Lan | Philippines       | 6–0       | 15–0    | Giải vô địch bóng đá nữ châu Á 2003 |